# Yvonne Mwale
Yvonne Mwale (sinh 14 tháng 12 năm 1988 tại Lusaka) là một ca sĩ Afro-Fusion, Jazz và Blues người Zambia.

## Tiểu sử
Sinh ra ở Lusaka năm 1988, Yvonne được nuôi dưỡng với tư cách là con gái của Thành viên Quốc hội danh dự Ông Michael Mwale và cựu nữ ca sĩ Jelita Mwanza ở Petauke (Zambia). Cô bắt đầu giáo dục âm nhạc từ năm 7 tuổi và ngay sau đó bắt đầu hát ở cấp độ chuyên nghiệp hơn, biểu diễn ở các nhà thờ và dàn hợp xướng khác nhau trên cả nước. Cuộc sống thay đổi đáng kể đối với nữ ca sĩ trẻ đầy tham vọng khi cả bố mẹ cô đều qua đời trong cùng một năm và tất cả tài sản đều được các thành viên trong gia đình cô lấy đi. Không còn gì ngoài tài năng của cô, ở tuổi 12 Yvonne Mwale sống sót trong hai năm không có nhà, ngủ trên băng ghế của chợ hoặc chỉ trên đường phố. Bất chấp những bất hạnh của mình, cô đã xoay xở để sống sót bằng cách kiếm được ít việc ở đây và cuối cùng, và cuối cùng cũng tìm được một gia đình nơi cô có nơi trú ẩn. Mặc dù tình huống trong quá khứ không may của cô, điều đó không ngăn được sự quan tâm của cô đối với âm nhạc. Cô gia nhập nhóm Zambian B-Sharp với tư cách là một giọng ca nơi cô nhận được sự giáo dục âm nhạc tiên tiến của Jones Kabanga, một nhạc sĩ xuất sắc có danh tiếng quốc tế. Ngay sau khi cô được nhìn thấy trên các sân khấu trên khắp Lusaka và trở nên nổi tiếng nhờ những màn trình diễn năng động. Vào năm 2009, Yvonne Mwale đã được trao giải Nữ nghệ sĩ xuất sắc nhất trực tiếp tại Giải thưởng Ngoma, giải thưởng âm nhạc quốc gia ở Zambia. Cùng năm đó, cô thành lập với ban nhạc Ban Ny Nyali. Nhóm với Yvonne Mwale là ca sĩ chính đang tham gia Liên hoan âm nhạc xuyên quốc gia Music CrossRoads được tổ chức tại Livingstone, Zambia vào tháng 8 năm 2009. Họ đã chiến thắng trong cuộc thi và lần đầu tiên nhận được giá đến Zambia. Cuối năm đó, Đại sứ quán Hoa Kỳ tại Lusaka khởi xướng một dự án cho Bộ Ngoại giao Hoa Kỳ. Yvonne được yêu cầu tham gia vào một bài hát dựa trên một trong những bài phát biểu nổi tiếng của Barack Obama. Năm sau, ban nhạc của cô thu âm album đầu tiên của họ. Họ được mời đi lưu diễn châu Âu nơi họ biểu diễn trong vài tháng trên sân khấu của tám quốc gia. Trên lục địa châu Phi Nam Phi và Ma-la-uy là những điểm đến khác để biểu diễn. Năm 2011, Yvonne đã đến Tanzania, nơi cô gặp người quản lý của mình và bắt đầu thu âm album solo "Kalamatila". Vào tháng 1 năm 2012, cô đã ký hợp đồng với hãng Caravan Records của Đan Mạch. 2013 cô chuyển cùng gia đình đến Đức, nơi cô thu âm một album khác ở Frankfurt. Album "Ninkale - Let Me Be" được phát hành vào tháng 7 năm 2014. Vào tháng 9 năm 2016, album mới nhất "Msimbi Wakuda" đã được phát hành.

## Danh sách đĩa hát

### Album
1. Vilimba (2010) (CD, với ban nhạc Nyali)
2. Kalamatila (2012) (CD Caravan Records)
3. Ninkale - Let Me Be (2014) (CD, nhạc o-tone / Soulfood)
4. Msimbi Vakua (2016) (CD, nhạc o-tone / Soulfood)

### Video âm nhạc
1. Chiến đấu như một người lính (2012) (Đạo diễn. Matthias Krämer) [9]
2. Sihitaji Marafiki với Fid Q (2012) (Đạo diễn. Mike Tee)
3. Familia Yangu (2012) (Đạo diễn. Matthias Krämer) [10]
4. 'Tôi có thể gọi bạn là tình yêu của tôi (2014) (Đạo diễn. Matthias Krämer) [11]

### Giải thưởng và cuộc thi
1. 2009 - Nữ nghệ sĩ xuất sắc nhất sắp tới, Giải thưởng Ngoma, Zambia
2. 2009 - Người chiến thắng trong cuộc thi Liên nhạc CrossRoads
3. 2012 - Người chiến thắng thứ hai của Cuộc thi Jazz Jahazi
4. 2013 - Được đề cử tại Cuộc thi Giọng hát Montreux Jazz
5. 2013 - Được đề cử ở hai hạng mục tại Giải thưởng âm nhạc Kilimanjaro Tanzania
6. 2013 - Được đề cử cho Phụ nữ có ảnh hưởng nhất trong kinh doanh và Chính phủ của Châu Phi -Awards 2013 - Chung kết tại RFI Prix Decouverté 2013 (Quốc tế Đài phát thanh Pháp)
7. 2014 - Được đề cử cho Cuộc thi Master-Jam dành cho Jazz- Kỹ năng cải tiến